# Androsace bidentata
Androsace bidentata är en viveväxtart som beskrevs av C. Koch. Androsace bidentata ingår i släktet grusvivor, och familjen viveväxter. Inga underarter finns listade i Catalogue of Life.